# ماكسيم أندرييف
ماكسيم أندرييف (بالروسية: Максим Владимирович Андреев)‏ هو لاعب كرة قدم روسي في مركز الوسط، ولد في 19 يناير 1988 في سانت بطرسبرغ في روسيا. لعب مع أنجي محج قلعة وتوربيدو موسكو.

## وصلات خارجية
- ماكسيم أندرييف على موقع قاعدة بيانات كرة القدم.إي يو (الإنجليزية)
- ماكسيم أندرييف على موقع Soccerway.com (الإنجليزية)